# Laver Cup 2018
Laver Cup 2018 là lần thứ hai giải Laver Cup được tổ chức, đây là một giải quần vợt dành cho các tay vợt nam giữa đội châu Âu và phần còn lại của thế giới (đội Thế giới). Giải đấu được tổ chức trên sân cứng trong nhà tại Trung tâm United ở Chicago, Hoa Kỳ từ ngày 21 tháng 9 đến ngày 23 tháng 9 năm 2018.
Đội Châu Âu đã bảo vệ thành công danh hiệu chức vô địch của họ sau khi giành chiến thắng với tỷ số 13–8.
Giải đấu đã thu hút 93.584 khán giả trong 3 ngày diễn ra.

## Lựa chọn tay vợt
Vào ngày 19 tháng 3 năm 2018, Roger Federer (đội Châu Âu) và Nick Kyrgios (đội Thế giới) là hai tay vợt đầu tiên xác nhận tham gia giải đấu.
Ngày 28 tháng 6, Novak Djokovic và Juan Martín del Potro cam kết tham dự giải, sau đó Kevin Anderson, John Isner và Diego Schwartzman có động thái tương tự vào ngày 26 tháng 7. Tới ngày 13 tháng 8, Alexander Zverev, Grigor Dimitrov và David Goffin thông báo tham dự giải đấu cho đội Châu Âu. Cuối cùng, đội trưởng Björn Borg (đội Châu Âu) chọn Kyle Edmund và đội trưởng John McEnroe (đội Thế giới) chọn Jack Sock vào danh sách thành viên. Cũng như năm 2017, del Potro đã rút lui trong thời gian ngắn trước khi giải đấu bắt đầu và được thay thế bởi Frances Tiafoe.

## Tiền thưởng
Tổng tiền thưởng cho Laver Cup 2018 là 2.250.000 USD cho tất cả 12 tay vợt tham dự.
Mỗi thành viên trong đội chiến thắng sẽ nhận 250.000 USD, số tiền thưởng không tăng so với năm 2017. Còn mỗi thành viên trong đội thua cuộc sẽ nhận được 125.000 USD.

## Các tay vợt tham gia
| Đội Châu Âu             | Đội Châu Âu |
| ----------------------- | ----------- |
| Đội trưởng: Björn Borg  |             |
| Đội phó: Thomas Enqvist |             |
| Tay vợt                 | Hạng        |
| Roger Federer           | 2           |
| Novak Djokovic          | 3           |
| Alexander Zverev        | 5           |
| Grigor Dimitrov         | 7           |
| David Goffin            | 11          |
| Kyle Edmund             | 16          |
| Jérémy Chardy           | 41          |

| Đội Thế giới             | Đội Thế giới |
| ------------------------ | ------------ |
| Đội trưởng: John McEnroe |              |
| Đội phó: Patrick McEnroe |              |
| Tay vợt                  | Hạng         |
| Juan Martín del Potro    | 4            |
| Kevin Anderson           | 9            |
| John Isner               | 10           |
| Diego Schwartzman        | 14           |
| Jack Sock                | 17           |
| Nick Kyrgios             | 27           |
| Frances Tiafoe           | 40           |
| Nicolás Jarry            | 46           |

- Bảng xếp hạng đơn nam (BXH ATP) được cập nhật đến ngày 17 tháng 9

|  | Đội trưởng chọn |
|  | Rút lui         |
|  | Người thay thế  |
|  | Người dự bị     |

## Các trận đấu
Mỗi trận thắng ở ngày thi đấu đầu tiên được tính là 1 điểm, ở ngày thi đấu thứ hai là 2 điểm và ngày thi đấu cuối cùng là 3 điểm. Đội nào giành được 13 điểm sẽ vô địch. Có 4 trận diễn ra mỗi ngày, tổng tối đa là 12 trận. Tổng điểm tối đa một đội có thể giành được là 24 điểm. Do ngày thi đấu cuối cùng chiếm tới 50% tổng số điểm (12/24 điểm) nên chức vô địch chỉ có thể được định đoạt vào ngày thi đấu cuối cùng.
| Ngày/ Điểm | Thời gian | Thể loại | Đội Châu Âu                      | Đội Thế giới               | Tỷ số                      | Điểm sau trận đấu |
| ---------- | --------- | -------- | -------------------------------- | -------------------------- | -------------------------- | ----------------- |
| 1          | 21/9      | Đơn      | Grigor Dimitrov                  | Frances Tiafoe             | 6–1, 6–4                   | 1–0               |
| 1          | 21/9      | Đơn      | Kyle Edmund                      | Jack Sock                  | 6–4, 5–7, [10–6]           | 2–0               |
| 1          | 21/9      | Đơn      | David Goffin                     | Diego Schwartzman          | 6–4, 4–6, [11–9]           | 3–0               |
| 1          | 21/9      | Đôi      | Novak Djokovic / Roger Federer   | Kevin Anderson / Jack Sock | 7–6(7–5), 3–6, [6–10]      | 3–1               |
| 2          | 22/9      | Đơn      | Alexander Zverev                 | John Isner                 | 3–6, 7–6(8–6), [10–7]      | 5–1               |
| 2          | 22/9      | Đơn      | Roger Federer                    | Nick Kyrgios               | 6–3, 6–2                   | 7–1               |
| 2          | 22/9      | Đơn      | Novak Djokovic                   | Kevin Anderson             | 6–7(5–7), 7–5, [6–10]      | 7–3               |
| 2          | 22/9      | Đôi      | Grigor Dimitrov / David Goffin   | Nick Kyrgios / Jack Sock   | 3–6, 4–6                   | 7–5               |
| 3          | 23/9      | Đôi      | Roger Federer / Alexander Zverev | John Isner / Jack Sock     | 6–4, 6–7(2–7), [9–11]      | 7–8               |
| 3          | 23/9      | Đơn      | Roger Federer                    | John Isner                 | 6–7(5–7), 7–6(8–6), [10–7] | 10–8              |
| 3          | 23/9      | Đơn      | Alexander Zverev                 | Kevin Anderson             | 6–7(3–7), 7–5, [10–7]      | 13–8              |
| 3          | 23/9      | Đơn      | Novak Djokovic                   | Nick Kyrgios               | Không diễn ra              | Không diễn ra     |

## Thống kê
| Player            | Đội      | Số trận | Số trận thắng – thua | Số trận thắng – thua | Số trận thắng – thua | Điểm thắng – thua | Điểm thắng – thua | Điểm thắng – thua |
| Player            | Đội      | Số trận | Đơn                  | Đôi                  | Tổng                 | Đơn               | Đôi               | Tổng              |
| ----------------- | -------- | ------- | -------------------- | -------------------- | -------------------- | ----------------- | ----------------- | ----------------- |
| Kevin Anderson    | Thế giới | 3       | 1–1                  | 1–0                  | 2–1                  | 2–3               | 1–0               | 3–3               |
| Grigor Dimitrov   | Châu Âu  | 2       | 1–0                  | 0–1                  | 1–1                  | 1–0               | 0–2               | 1–2               |
| Novak Djokovic    | Châu Âu  | 2       | 0–1                  | 0–1                  | 0–2                  | 0–2               | 0–1               | 0–3               |
| Kyle Edmund       | Châu Âu  | 1       | 1–0                  | 0–0                  | 1–0                  | 1–0               | 0–0               | 1–0               |
| Roger Federer     | Châu Âu  | 4       | 2–0                  | 0–2                  | 2–2                  | 5–0               | 0–4               | 5–4               |
| David Goffin      | Châu Âu  | 2       | 1–0                  | 0–1                  | 1–1                  | 1–0               | 0–2               | 1–2               |
| John Isner        | Thế giới | 3       | 0–2                  | 1–0                  | 1–2                  | 0–5               | 3–0               | 3–5               |
| Nick Kyrgios      | Thế giới | 2       | 0–1                  | 1–0                  | 1–1                  | 0–2               | 2–0               | 2–2               |
| Diego Schwartzman | Thế giới | 1       | 0–1                  | 0–0                  | 0–1                  | 0–1               | 0–0               | 0–1               |
| Jack Sock         | Thế giới | 4       | 0–1                  | 3–0                  | 3–1                  | 0–1               | 6–0               | 6–1               |
| Frances Tiafoe    | Thế giới | 1       | 0–1                  | 0–0                  | 0–1                  | 0–1               | 0–0               | 0–1               |
| Alexander Zverev  | Châu Âu  | 3       | 2–0                  | 0–1                  | 2–1                  | 5–0               | 0–3               | 5–3               |